# Holmbergska villan

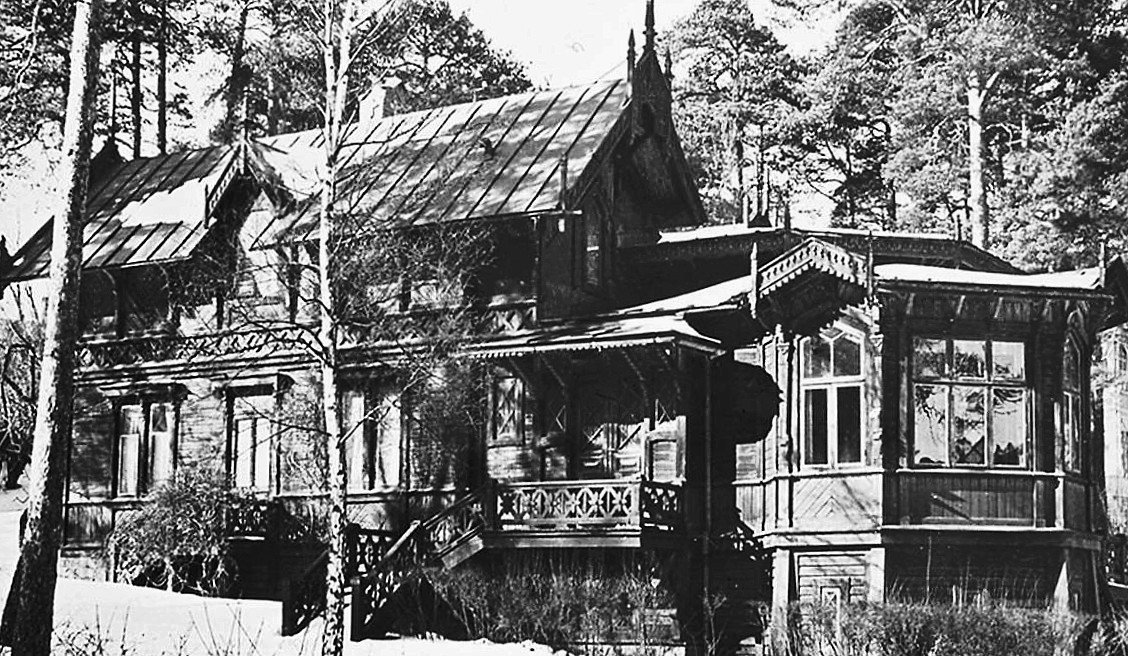
Holmbergska villan på ett äldre vykort.

Holmbergska villan var en exklusiv sommarvilla i Södertälje. Villan uppfördes 1885 för byggmästaren Jöns Peter Holmberg från Stockholm efter ritningar av arkitekt Ernst Haegglund. Huset var ett av omkring 50 sommarnöjen som välsituerade personer lät bygga under Södertäljes badortsperiod. 1966 revs villan. Matsalen och verandan bevarades och skänktes till Torekällbergets museum där de återuppfördes i original.

## Historik
| Johanna och Jöns Holmberg |  | Johanna och Jöns Holmberg |
| Johanna och Jöns Holmberg |  |                           |

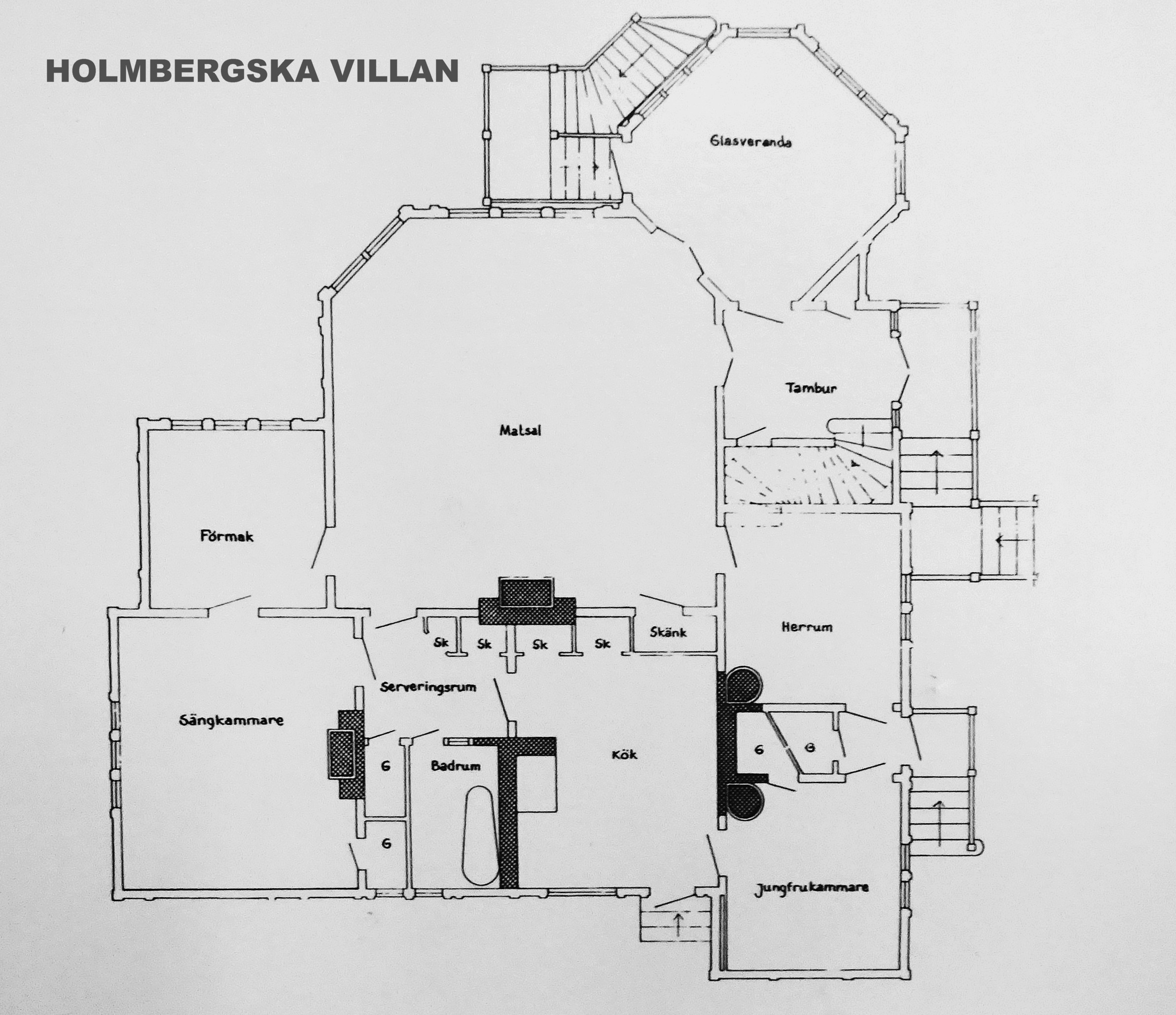
Planritning, bottenvåning.

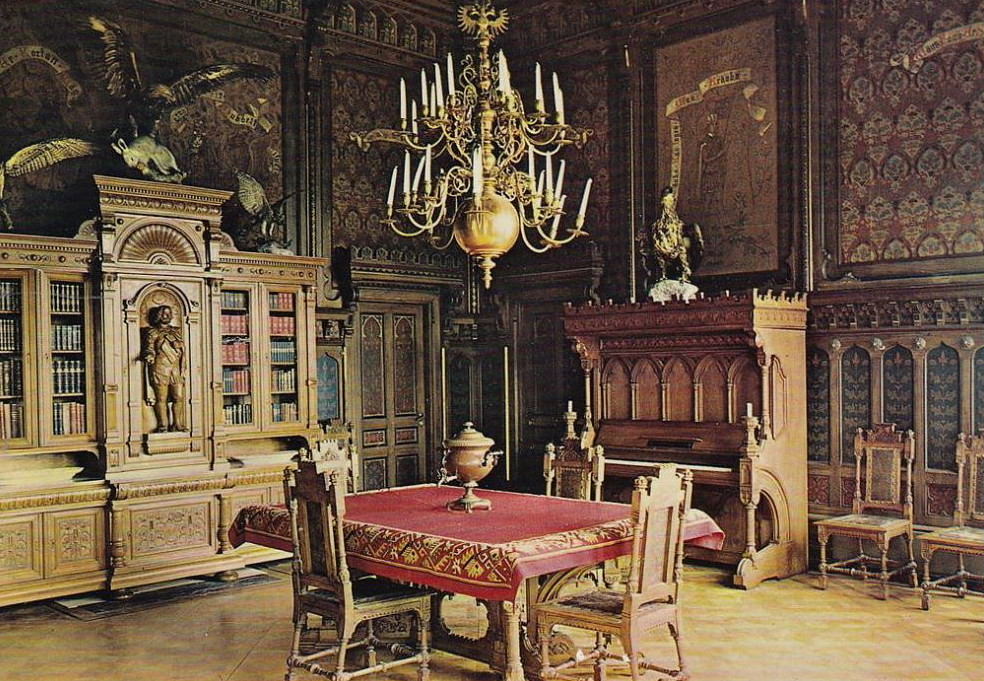
Matsalen på ett äldre vykort.

Under andra halvan av 1800-talet var Södertälje en exklusiv badort med badanläggningar, park och hotell. Badortsverksamheten blomstrande och delar av Stockholmssocieteten tillbringade sommarsäsongen i Södertälje. Välbeställda borgare hade sina sommarhus i och omkring Badhusparken, exempelvis hovkonditorn August Davidssons Villa Bellevue som fortfarande existerar. Även den förmögne Stockholmsbyggmästaren Jöns Petter Holmberg (1834–1910) med hustru Johanna lät bygga en sommarvilla för sig och sin familj i Södertälje som skulle bli den största och mest exklusiva i staden. 
Huset ritades 1885 av arkitekten Ernst Haegglund och placerades på Värdsholmen i sluttningen mot södra delen av Södertälje kanal. Hägglund ritade vid tiden även Södertälje stadshotell, badinrättningar och flera privatvillor i staden. Holmbergs villa var ett trähus i schweizerstil med rikt utsmyckade fasader och avfärgad i rödbrun kulör med gröna fönstersnickerier. 
Villan hade 11 rum. På nedre botten fanns matsal, kök med serveringsgång, glasveranda, herrum, sängkammare, badrum, fruns kabinett och jungfrukammare. På övre våningen låg fem sovrum. För den påkostade inredningen stod teaterdekoratören Carl Grabow. Matsalens interiör blev något utöver det vanliga. Rummet är inrett i en ovanlig blandning av nygotik och nyrenässans. Väggarna har nertill boaseringar och upptill falska gobelänger. Bordet, stolarna och pianot var specialdesignade för rummet.
Familjen Holmberg reste hit från Stockholm med tjänstefolk och "stort bagage" som bestod av ett 40-tal koffertar och lådor. Den närbelägna järnvägsstationen (invigd 1860) underlättade resan. Man ville inta bara vila upp sig i badorten utan även roa sig. Meningen var också att man kunde ta emot gäster som stannade några dagar i den stora villan.

## Husets vidare öden
År 1966 revs villan för att ge plats åt Scania-Vabis personalbostäder. Huset sågades isär och fraktades en natt i april 1966 på en specialbyggd Scania-lastbil genom staden. Matsalen och verandan bevarades och skänktes till Torekällbergets museum. Där återuppfördes båda rummen i original som en tillbyggnad på Patonska husets baksida. 
Patonska huset är uppkallat efter grosshandlaren Ninian Paton som ägde huset år 1876. I huset finns Torekällbergets handelsbod och Södertälje Stadsmuseum med utställningslokaler. Till Holmbergska matsalen och verandan når besökaren via handelsboden. Utöver de båda rummen finns ritningar, fotografier och en modell på Holmbergska sommarvillan. År 2015 utfördes en utvändig renovering genom Telge Fastigheter. Fasaderna målades med linoljefärg i sin ursprungliga rödbruna kulör med gröna fönsterkarmar och några fasadutsmyckningar rekonstruerades.
I september 2021 flyttades de bevarade delarna av villan till en ny plats på museet. Där skall byggnaden få en bättre placering och vara mer tillgänglig för besökare.

## Nutida bilder

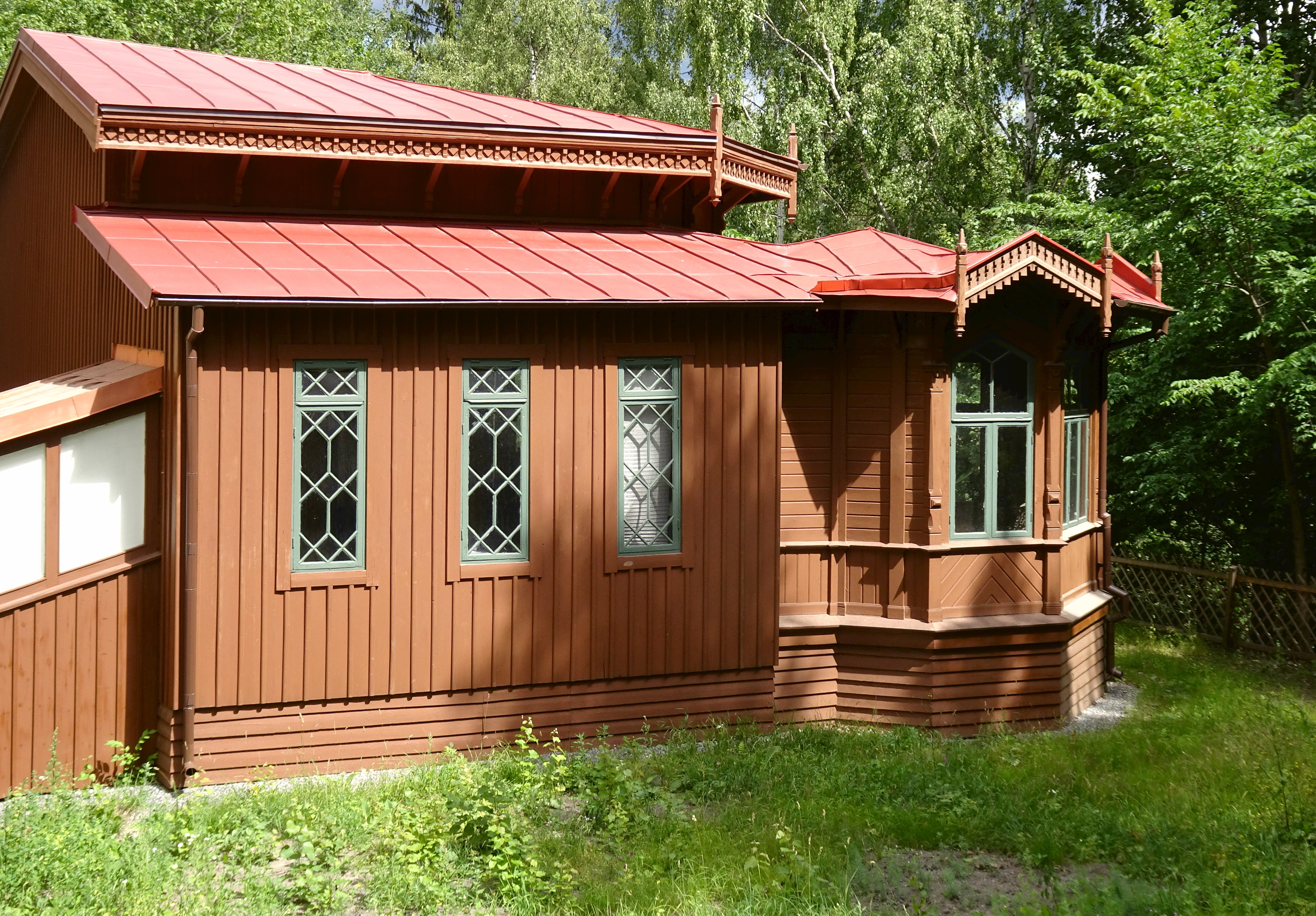
Matsalen och verandan (gamla placeringen) 2017.
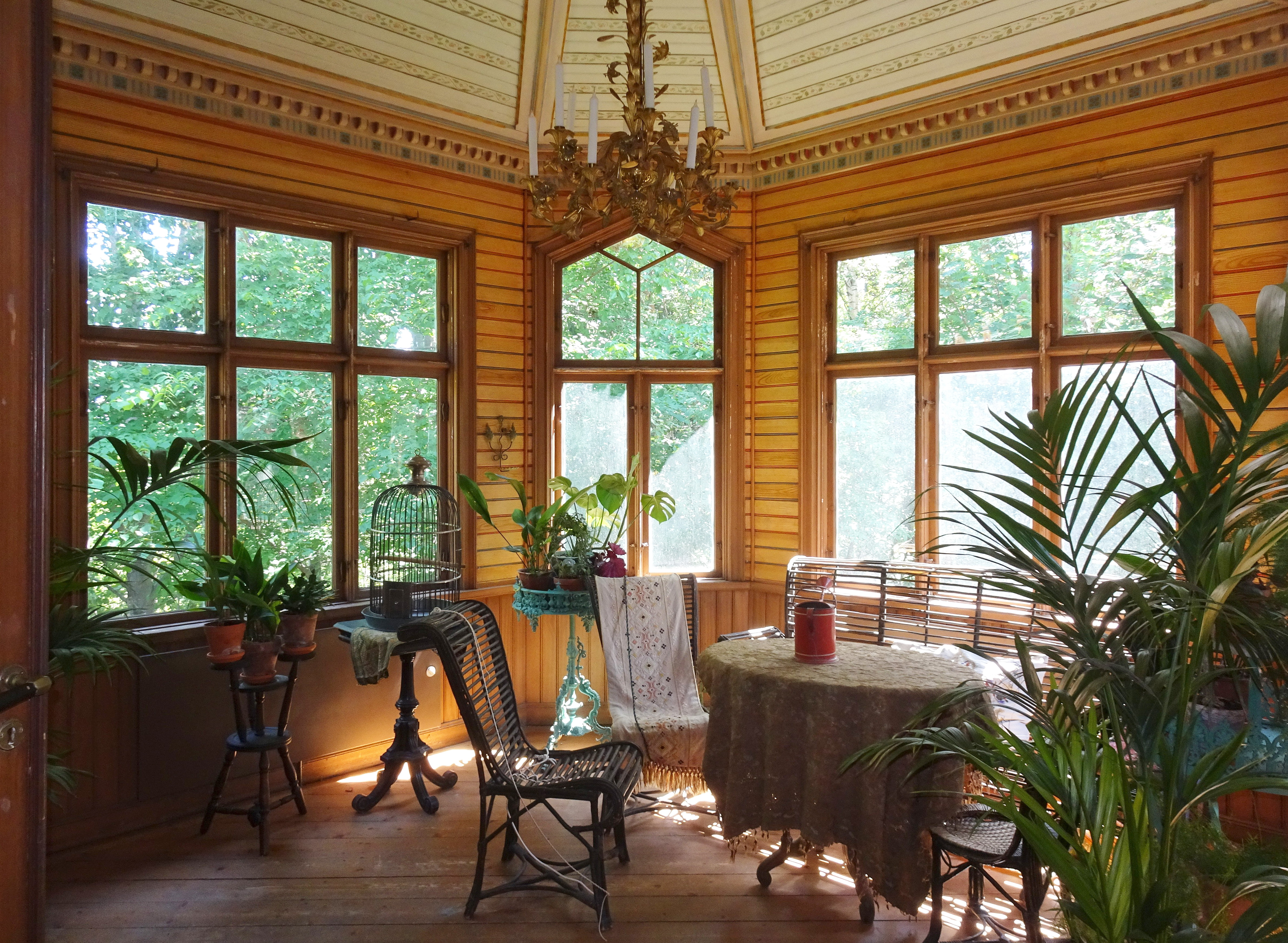
Villans glasveranda.
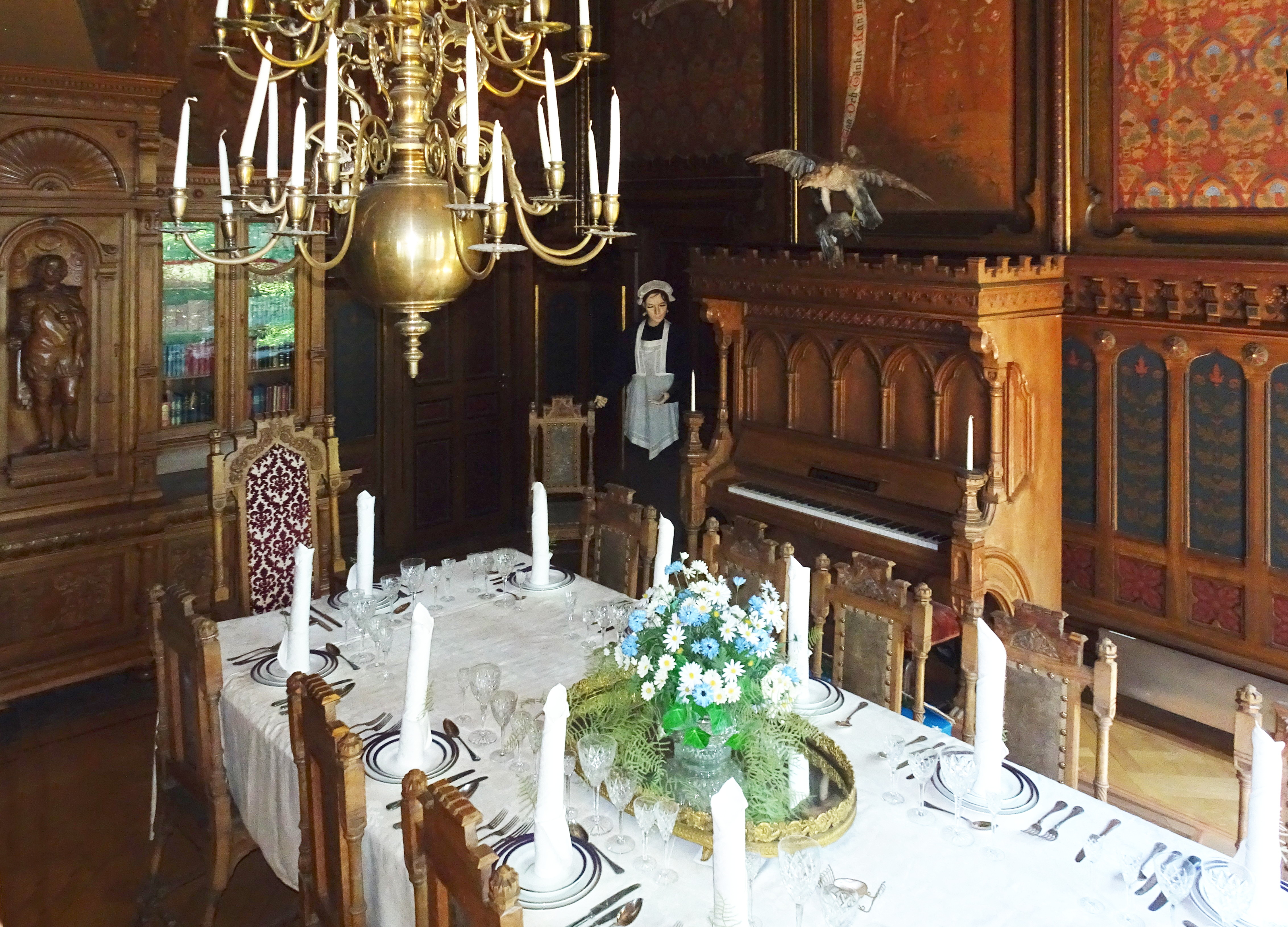
Matsalen.
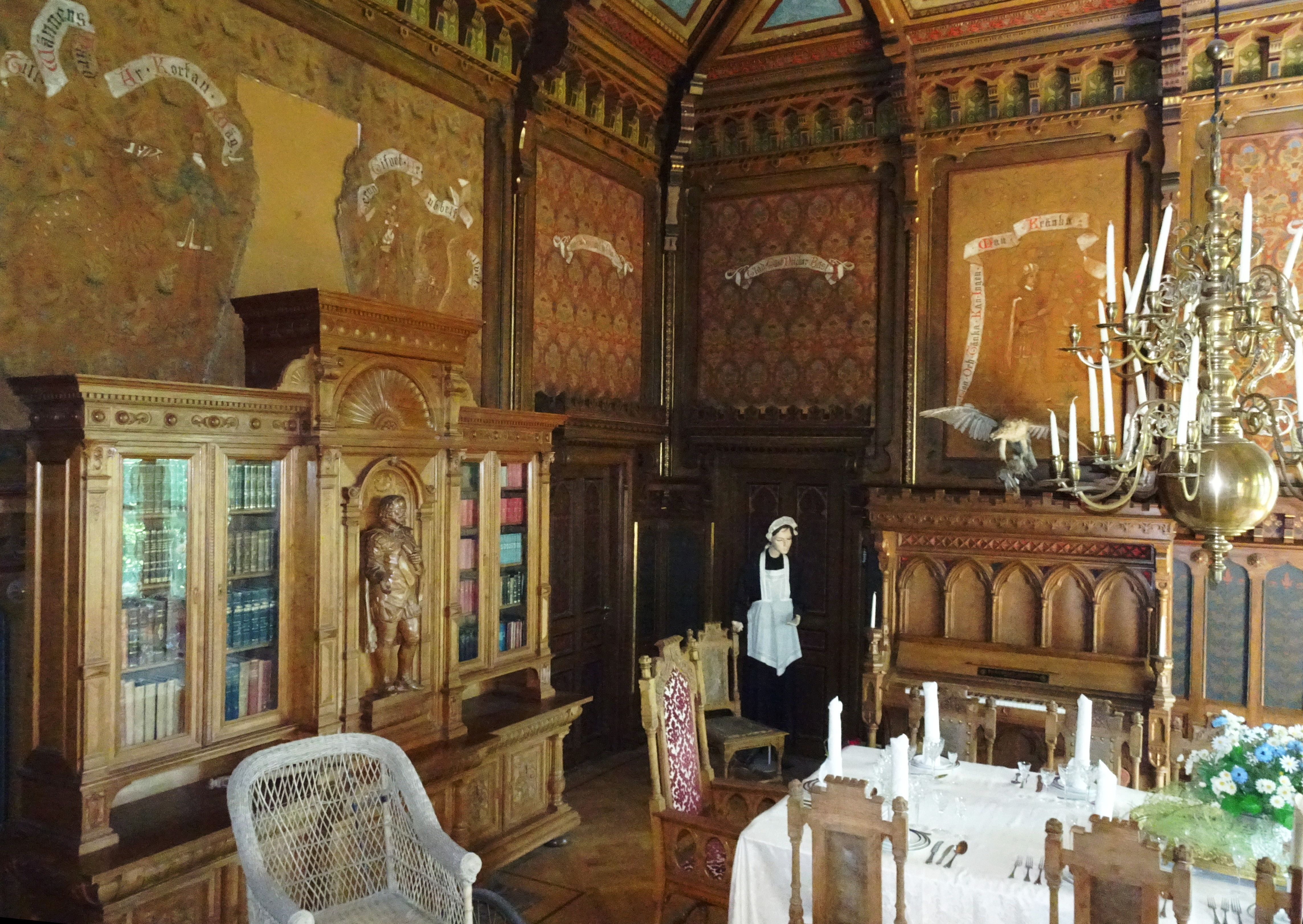
Matsalen.
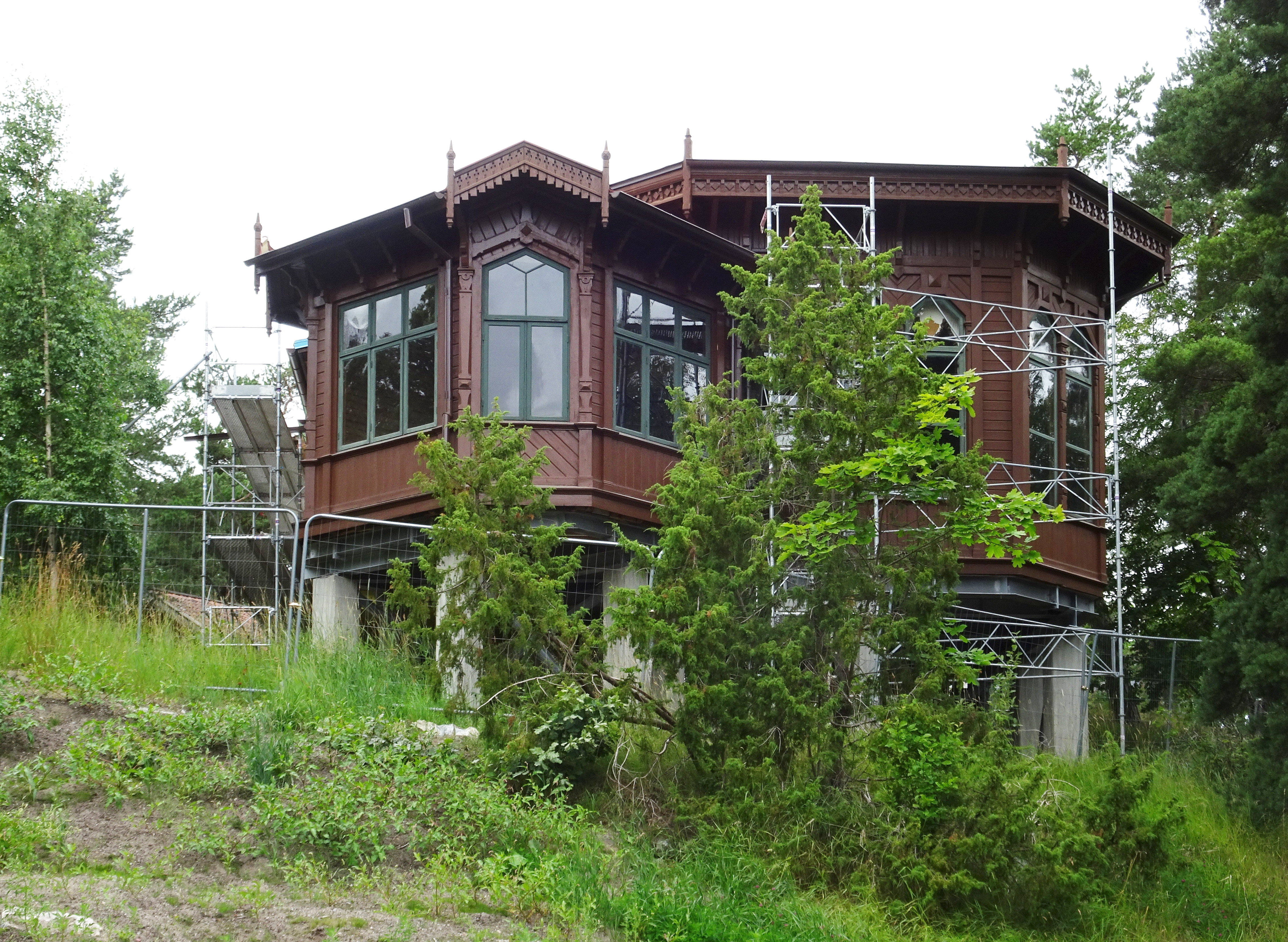
Matsalen och verandan (nya placeringen) 2022.